# 开心宝贝
《开心宝贝》（後改名《开心超人聯盟》）是一部中国动画，由黄伟明带领他的团队建立的廣東明星创意动画有限公司所制作的系列。该动画讲述的是在星星球上，开心超人、甜心超人、花心超人、粗心超人、小心超人、伽羅和将要侵略星星球的大大怪、小小怪相互斗争的故事。

## 故事大綱
故事發生在宇宙中，有一个人类、机器人、外星人和動物共同生活的地方，名為「星星球」。有一次，灰心星球派出了將軍大大怪和下士小小怪，欲強行佔領星星球。大小怪帶著終極武器的五色神奇寶石——可以賦予機器生命和智慧的奇異結晶，並擁有強大的力量。可在衝進大氣層時，飛船發生了故障。大大怪命小小怪把紅色、粉色、綠色、藍色四個機械石發射出去，丟入在飄蕩太空的廢棄機車，之後墜落在星星球上。
星星球上有一位傑出的機械師——宅博士，在維修被遺棄的電器垃圾時，無意中激活了四顆寶石。於是四顆寶石幻化成了四個超人：開心超人，甜心超人，花心超人和粗心超人。他們被宅博士收容並扶養，共同保衛星星球。而大大怪和小小怪流落在星星球上潛伏，表面上與超人們及星星球人保持友好關係，其實暗中利用黑色機械石製造混亂，以此尋找侵略機會，卻一直失敗未成。後來在車王爭霸賽中，黑色機械石意外掉入摩托機車裡，被宅博士修復而激活，化身成為小心超人，加入了宅家的超人戰隊，五個超人終於成功聚在了一起。
宅博士將五超人正式送入校园——超星学院，開展了他們的校園生活。大大怪迫於生計的壓力和侵略的需求，決定潛入超星學院當一名校工，同時安排小小怪進入超星學院學習，與五超人成為同班同學，伺機竊取情報。與此同時，灰心星球的司令吩咐大大怪在星星球建立一所怪獸學院，目的是培養更多怪獸，以方便侵略星星球。
阿德里星球的末任守護者、騎士上將伽羅在原居星球遭毀滅後，曾被灰心司令收留。後來伽羅被司令利用派去攻擊星星球，卻輾轉成為小心超人的好友，進駐宅家，加入守護星星球的行列。與此同時，其他星球的人亦对星星球虎视眈眈......

## 出场角色

### 主要角色及配音
- 开心超人配音：刘红韵
- 甜心超人配音：邓玉婷（古灵星历险记中增加祖晴、超时空保卫战和英雄归来改为邓淑文）
- 花心超人配音：严彦子
- 粗心超人配音：祖晴
- 小心超人配音：刘红韵（除第一季为祖晴外）
- 伽罗配音：邓玉婷（英雄归来改为邓淑文）
- 宅博士配音：邓玉婷（古灵星历险记中增加刘红韵、超时空保卫战和英雄归来改为邓淑文）
- 大大怪配音：高全胜
- 小小怪配音：严彦子

### 次要角色
- 張郎
- 阿卡斯
- 凯撒
- 多心超人
- 傷心超人
- 噁心超人
- 灯泡老板
- 桃子姐姐
- 电视机校长
- 芬奇
- 丽莎

## 劇集列表
《开心宝贝》作为一个系列，至2023年12月已经完成了23季电视动画（包括20季正劇和3季衍生作品）和3部动画电影，另有一部电视动画待上映。《开心宝贝》第一季到第七季、第九季至第十五季、第十八季的电视动画都有52集，第二十季为25集，第十六至十七季为26集，第十九季为27集，第八季则为40集，通常每集都会有13分钟。

### TV版正剧
| 系列       | 名称                              | 集数 | 首播日期       |
| ---------- | --------------------------------- | ---- | -------------- |
| 第一季     | 开心宝贝                          | 52集 | 2010年7月2日   |
| 第二季     | 开心宝贝之开心超人                | 52集 | 2011年1月15日  |
| 第三季     | 开心宝贝之开心超人大作战          | 52集 | 2011年7月16日  |
| 第四季     | 开心宝贝之开心大冒险              | 52集 | 2012年1月9日   |
| 第五季     | 开心宝贝之开心星星球              | 52集 | 2012年8月4日   |
| 第六季     | 开心宝贝之古灵星历险记            | 52集 | 2013年4月27日  |
| 第七季     | 开心宝贝之开心联盟争霸战          | 52集 | 2014年1月6日   |
| 第八季     | 开心宝贝之奇幻之旅                | 40集 | 2014年5月30日  |
| 第九季     | 开心超人联盟之超时空保卫战        | 52集 | 2015年8月7日   |
| 第十季     | 开心超人联盟之英雄归来            | 52集 | 2016年7月16日  |
| 第十一季   | 開心超人聯盟之星際危機            | 52集 | 2017年8月22日  |
| 第十二季   | 開心超人聯盟之星際聯盟            | 52集 | 2019年2月4日   |
| 第十三季   | 開心超人聯盟之能源核守护者        | 52集 | 2020年3月1日   |
| 第十四季   | 開心超人聯盟之星之力              | 52集 | 2020年10月12日 |
| 第十五季   | 开心超人联盟之机械堡奇遇记        | 52集 | 2021年8月2日   |
| 第十六季   | 开心超人联盟之奇幻谜瑞岛          | 26集 | 2021年11月19日 |
| 第十七季   | 开心超人联盟之异星迷航            | 26集 | 2022年5月20日  |
| 第十八季   | 开心超人联盟之平行时空大冒险      | 52集 | 2022年12月9日  |
| 第十九季   | 开心超人联盟之勇敢之城1——棋兽传奇 | 27集 | 2023年9月26日  |
| 第二十季   | 开心超人联盟之勇敢之城2——超人计划 | 25集 | 2023年12月20日 |
| 第二十一季 |                                   |      |                |

TV版衍生作品
| 編號 | 名称                     | 集数 | 首播日期      |
| ---- | ------------------------ | ---- | ------------- |
| 1    | 爆笑星星球               | 52集 | 2016年2月7日  |
| 2    | 开心超人联盟之神奇实验室 | 24集 | 2018年1月20日 |
| 3    | 開心超人聯盟之謎之城     | 26集 | 2018年9月27日 |

## 分部簡介

### TV版正劇
- 《开心宝贝》（第一季）

在宇宙中，有一个人类，机器人和外星人共同生活的地方，叫“星星球”。有一天，在灰心星球上的宇宙开发公司派出了大大怪将军和小小怪下士两人，并带着拥有强大力量，可赋予机器生命和智慧的终极武器——五色神奇宝石，去侵略星星球。结果，两人不幸将四颗神秘的宝石丢入车中，只留下了一颗；星星球上有一位天才的机械师——宅博士，在维修电器垃圾时，無意中激活了四顆寶石。在宅博士的带领下开始和侵略者进行各种各样奇怪或者激烈的斗争。而最后一颗宝石，最终也变成了超人，于是超人和侵略者的斗法，逐渐变得更为有趣起来……
- 《开心宝贝之开心超人》（第二季）

自从小心超人加入之后，五个超人终于是成功聚在了一起。然而超人们不断给宅博士找来各种麻烦，为了改变这一现状，宅博士为超人们找到了一家叫“超星学院”的学校，让超人们学点东西，少惹出点麻烦。
与此同时，迫于生计的压力和侵略的需求，大大怪也只好领着小小怪潜入超星学院，自己做起了清洁工。
灰心星球的司令则做出了个决定，即在星星球建立一所怪兽学院，一来培养更多怪兽，二来方便侵略星星球。于是一场啼笑皆非的对抗大戏即将拉开。
- 《开心宝贝之开心超人大作战》（第三季）

故事继续在开心超人为首的超人战队与大大怪、小小怪两方的斗争之间展开。怪兽学院建立了相当一段时间，大大怪也终于培养出了一批稳定好用的怪兽，然而侵略大计依然进行得十分艰难。
与此同时，超人们则学会了越来越多的绝招，这让大大怪感到压力倍增。为此，他想尽了一切办法，双方的战斗更为激烈。
小心超人的搭档——阿德里星球骑士上将，宇宙战神伽罗于本季首度登场。
- 《开心宝贝之开心大冒险》（第四季）

故事以灰心星球和星星球结盟一事展开，而部分剧集的故事发生在灰心星球。五超人来到了灰心星球冒险，在一次战斗中，机车侠被巨蜥怪毁损，而五超人误信工程师之言，都主动变回了机械石——其实是灰心司令所制定的阴谋。变回机械石的五超人多亏了战神伽罗和电视机校长鼎力相助，终于他们得以重生，而且得到了全新而升级的机车侠。
在本季结尾——星际车王争霸赛中，大大怪从开心超人的车里面找到了绝密档案。档案显示原来多年前灰心星球为了侵略计划，曾经向星星球散播了一种病毒，感染者会成为灰心星球的傀儡，当中宅博士也是病毒的感染者之一。
- 《开心宝贝之开心星星球》（第五季）

本季延续前作故事展开。灰心星球为了侵略星星球，曾向星星球散布一种黑暗病毒，只要把病毒激活，感染者就会被灰心星球控制。大大怪决定找出感染者，并企图利用他们來侵略星星球，而宅博士亦出現在感染者名單中。大大怪激活了宅博士，宅博士出走宅家，成為灰心星球的傀儡「黑博士」，被大大怪控制而研发侵略星星球的武器。
- 《开心宝贝之古灵星历险记》（第六季）

星星球发现了一个神秘远古的星球，叫“古灵星”，上面蕴含着各种神秘的资源，科学家一直对其难以定位。为了从古灵星找到危险性极强的的放射性元素，避免它流出危害宇宙，电视机校长和科学家李门率领五个超人组成探险队去古灵星探险。
灰心司令命令大大怪、小小怪在探险队卧底，随时窃取探险队的成果，将成果带回灰心星球作侵略星星球之用。大小怪则为了寻找传说中守护古灵星的三个超人，同时寻找能侵略星星球的能源石，亦悄悄搭上飛船一同來到古靈星。不久宅博士、桃子姐姐、燈泡老闆亦來到古靈星探险。大小怪表面上也是探险小队的一份子，但事实上，二人在探险旅程中，不断暗地里用各种方法对付五超人。同时，亦要把旅程中搜集到的有用资源、超人发现的重要资料，通通占为己有。五超人进驻这个星球后，在这里安营扎寨，探险、生活、学习，会经常被热带雨林中的古怪生物及这个星球上的古怪现象所烦扰。超人们一边应付未知的环境，一边应付来自大小怪的暗地里的各种破坏。
然而在无意中发生的一系列事件让探险队员们产生了怀疑——古灵星真的像他们看到的那样原始吗？後來探險隊在意外中探入了神秘的機械之城，探秘过去失落的文明。最後古靈星一系列謎底被解開，他們告別了古靈星，回到了星星球。
- 《开心宝贝之开心联盟争霸战》（第七季）

由狗统治的汪汪星和由猫统治的喵喵星都想和星星球建立联盟，于是各自派出亲善大使来星星球考察，并想办法拉拢星星球人。但是汪财星和喵美星是两个敌对的星球，他们同时来星星球的目的除了和星星球加强交流外，另一个原因就是纯粹为了不让对方好过。他们常常争锋相对，由此引发的矛盾在大小怪的煽风点火下会殃及整个星星球。
 超人们在继续守护星星球的同时，还必须防止汪财星人和喵美星人的争端引发星星球的危机。同时，两位大使的孩子就读超星学院，跟五超人、小小怪成为同学。两个孩子之间的斗争给超人们的校园生活增加了许多不稳定因素。
在这一季的末尾，刀疤星联合邪恶的阿德里星军长凯撒侵略星星球，五超人中毒失去战斗力。最后，伽罗，为了保护星星球而牺牲。
- 《开心宝贝之奇幻之旅》（第八季）

在喵美星和汪财星友好离开星星球后，星星球的球长被大小怪和新搭档--嚯哈哈施了魔法袭击昏迷不醒。百事通老师探到，只有在一本记录中古时期风土人情的神秘书中，并在书中找到风火雷冰四根魔杖，才能解救球长。为了解除球长中的魔法，超人们神秘书来到中古小镇。他们在中古小镇住下来，在当地居民和国王的帮助下，利用有限的线索寻找传说中由由国师笑哈哈遗留下来的四根魔杖。
大小怪不想让超人得到四根魔杖救球长，和嚯哈哈也进入中古小镇，并在嚯哈哈的帮助下成为了黑魔法师的统领，统领一班黑魔法师对抗超人，伺机阻挠他们寻找魔杖。超人们和大小怪、嚯哈哈在争夺魔杖的过程中斗智斗勇。最后，超人们集齐四根魔杖回到现实世界，利用其力量解救了球长，再一次挫败了大小怪的阴谋。
在这一季的结尾，原在本作第七季之《戰神傳說》中為保護星星球而陣亡的伽羅却留下了印记和其形状的电视机，伽罗的生死变得扑朔迷离（后在十二季中说明是复活后的伽罗为调查能源核的真相穿越回到了过去）。
- 《开心超人联盟之超时空保卫战》（第九季）

宅父失踪后，小宅根据宅父留下的时光机设计图想设计时光机，努力了很多次后，才发现做好的时光机只能穿越到时光机存在的时候。很多年后，开心超人无意间发现时光机，并不小心通过时光机到了宅博士小的时候。由于时光机的特殊设定，只能回到过去，不能回到未来，小时候的宅博士又孤僻没有朋友，超人们决定留在过去一边用哥哥姐姐的身份照顾宅博士，让宅博士开朗起来并学会照顾自己，一边寻找办法回到未来，另外一边还要对付大小怪以及怪兽的破坏。大小怪看到超人进入过去时空，本想毁灭机器，让他们再也无法回来，结果小小怪不小心跟着去到了过去，并找到了过去的大大怪。由于过去的大大怪军衔比小小怪低，不得已成为小小怪的手下，听从小小怪的指挥。
- 《开心超人联盟之英雄归来》（第十季）

延续上一部的故事展开。超人们告别了小宅从过去回到现在，继续守护星星球。然而现在的星星球有更大危机等着他们：司令寄给大大怪一个神奇的披风，能拿出很多道具增强怪兽的能力，好让大大怪和小小怪更容易侵略星星球！
为了应付这个危机，超人也继续在超星学院提升自己的技能，更好地守护这个星球。同时，战神伽罗残余的能量体被阿德里星三长老激活后，意外发现了一场足以毁灭星星球的阴谋。在最后伽罗利用其能附身电器的能力转移即将爆炸的4451型终极武器，在外太空大爆炸中意外吸收了爆炸能量后成功复活实体化，回到超人的团队，与大家一起并肩作战，守护星星球！
。
- 《开心超人联盟之星际危机》（第十一季）

遥远的古灵星发生了毁灭性的爆炸，幸存的三位超人来到星星球向超人聯盟求救。以开心超人为首的五位超人为维护宇宙的正义，决定寻找古灵星爆炸的真相。当五超人追查古灵星毁灭的线索时，却发现多了两个神秘的反派——月舞、星影，阻止他们的追查行动，而且星影、月舞背后居然还有更大的势力。他们毀滅了古靈星之後，下一个目标就是毁灭星星球并夺取能源核。
一直被超人视为战友的机车侠因受到病毒的感染失控，导致超人们面临巨大的危机。全面被毁的机车经过宅博士的重新修复后增加了人工智能系统，除了能回应超人的呼叫之余，还能在超人作战的时候成为其分析作战策略的得力助手。同时，古灵星三个失去家园的超人，在开心超人等人的鼓励下，也开始勇敢面对过去悲痛，重新振作。
- 《开心超人联盟之星际聯盟》（第十二季）

月舞、星影因毁灭古灵星、夺取能源核而被星际刑警斯坦押送到宇宙监狱。伽罗为了寻找阿德里星爆炸的真相，前往星际监狱调查，可是星际监狱被神秘人袭击，月舞、星影关于能源核的记忆被删去，于是伽罗准备前往调查神秘人。另一方面，星际超人联盟的考官汉克来到星星球，公开超人联盟的考核报名，五超人和其他人欲加入超人联盟考核过程的故事就此展开。在考核过程中五超人和其他考生、考官意外发现——当伽罗睡觉或失去意识时就会被一股神秘的黑暗力量控制成为神秘人并去夺取能源核，最后得知真相的伽罗选择抑制自己的力量并陷入了永远的沉睡。
- 《開心超人聯盟之能源核守護者》（第十三季）

开心超人等4超人前往灰心星球追查越狱的月舞星影下落，却意外发现月舞星影的目的竟然是灰心星的能源核。小心超人和超人联盟派来的失灵超人则去调查清除伽罗体内黑暗力量的方法超人在追查过程中，意外得知大大怪竟然是一直侵略星星球的背后真凶，但为了保护灰心星球，超人们决定暂时和大大怪合作对抗月舞星影。在这个过程中，他们不仅发现了5颗能源核背后隐藏的重大秘密，也知道了伽罗体内黑暗力量的真正来源。在本季最后伽罗的力量抑制装置损坏，伽罗被黑暗力量彻底控制。
- 《開心超人聯盟之星之力》（第十四季）

远古时期，有六位超人联手对抗怪兽守护着宇宙的和平。六超人之一的核心超人为了更好地保护民众，一直在追求最强大的力量。六超人为对抗怪兽，结合六人力量，提炼出了一股强大的能量——星之力，那是一股能突破黑暗的生命力量。但是六超人在提炼星之力的同时分离出了暗之力，暗之力拥有破坏性，为了宇宙的安全，核心超人主动将暗之力吸收。不想暗之力放大了核心超人追求力量的欲望，最终核心超人被欲望吞噬，变成了危害宇宙的暗魔。五超人只好用星之力打败了暗魔，并化成五颗能源核将暗魔封印，而星之力也不知去向。
- 《开心超人联盟之机械堡奇遇记》（第十五季）

五超人在执行任务中，意外发现体内暗藏了能控制他们的程序代码，在调查过程中，超人们发现所有的线索都指向了宇宙开发集团五金公司。超人们为了解开谜题，踏上了寻找真相之路，五金公司的阴谋也逐渐浮出水面。原来，五金公司曾经拥有过诞生超人们的超能机械石，并试图将超人改造成为自己的武器，从而称霸宇宙。超人们得知真相后，合力摧毁了五金公司，解决了宇宙的危机。
- 《开心超人联盟之奇幻谜瑞岛》（第十六季）

超人联盟缴获了一个预言球，预言球预言星星球谜瑞岛的人鱼公主会变成泡沫消失，并引起星星球海洋危机。五超人接到超人联盟的任务，前往谜瑞岛人鱼部落预言发生。没想到魔法师乐呵呵还是夺走了人鱼公主的歌声，让人鱼公主变成了泡沫，超人们未能阻止预言的发生。最后不放弃的超人们合力打败了乐呵呵，救回了已经变成泡沫的人鱼公主，拯救了海底世界。
- 《开心超人联盟之異星迷航》（第十七季）

星星球机器人感染木马程序开始伤害人类，由于这种木马程序年代久远，只有过去的时空才能研发出来，于是开心超人回到过去的灵光星，寻找能清除木马程序的和平代码。但没想到的是，开心超人居然回到了和平代码还没有研发成功的时空，此时人类与机器人处于矛盾大爆发的时候。开心超人一边解决灵光星的矛盾，一边调查真相寻找和平代码，在这期间他认识了天乐，大福，帅傲，丁默和冷月，并帮助他们解决了一个又一个问题，同时也发现了机器人与人类矛盾的真相，最后，天乐他们五人因为挫败安的阴谋守护灵光星而牺牲，开心超人则将有问题的病毒代码带回星星球后再次遭遇危机，最后，机械智者在播放器里找到了真正的和平代码，彻底消除了木马病毒，再一次挫败安的阴谋，而安也因为两次失败患上精神病，留在了星星球医院里。过去的小石头通过基因融合技术将天乐他们的基因留在了机器人里，成为了星星球的五超人。
- 《开心超人联盟之平行时空大冒险》（第十八季）

五超人和伽罗在潮博士的请求下，前去拯救被黑煞统治的平行时空的星星球。然而面对十分强大的黑煞，超人们毫无招架之力。在得知只有开天辟地斧能打败黑煞后，超人们和伽罗以及潮博士一起踏上了寻找开天辟地斧的冒险之旅。
- 《开心超人联盟之勇敢之城1——棋兽传奇》（第十九季）

宅博士的父亲宅再佳在勇敢之城探索时失踪，现场唯一留下的一副斗兽棋，也在与反派的争夺中被打散，并幻化成八只棋兽，分散在勇敢之城各个大陆。为了知道斗兽棋中隐藏的秘密，从而找到宅再佳的下落，超人们踏上了收服斗兽棋之旅。随着超人们的进一步调查，他们发现事情远没自己想的那么简单，一个更大的阴谋正逐步浮出水面。
- 《开心超人联盟之勇敢之城2——超人计划》（第二十季）

邪恶反派想利用棋兽能量制造大量“复制超人”扰乱整个宇宙。为了阻止这个计划实施，超人们重新聚集，突破了反派设下的重重障碍，一步步解开谜团，最终直面反派和他率领的复制超人们，一场关于宇宙安危的战斗一触即发......

### TV版衍生作品
- 《爆笑星星球》

该片截取《开心宝贝》TV版正剧的第一季至九季的内容，為經典、搞笑短片的劇集。
- 《开心超人联盟之神奇实验室》

宅博士带领以开心超人为首的超人们找到了失踪的重要部件，并重新制作出来。在此过程中，超人们知道了生活中一些日常东西运作背后蕴藏的科学道理。
- 《開心超人聯盟之謎之城》

很久以前，阿德里星球发现一份威力奇大的特殊能源，为宇宙其他星球所觊觎，几方势力争夺不休。为防止给阿德里星带来灾祸，阿德里星的历代战神在名为“地星”的星球建造了一个深海迷城，把能源埋藏其中，更将开启海底迷城的钥匙分成五块碎片，设下五大謎團以阻挡邪恶之人。
故事發生在伽罗和小心超人为追捕盗窃的怪兽，被引到“地星”，还卷入了一件“神秘湖水怪事件”中。期间他们结识一个正在神秘湖寻找失踪朋友芬奇的少女莉莎，并一起解决了水怪之谜。然而伽罗却发现这一切和阿德里星有千丝万缕的关系，于是伽罗、小心超人和莉莎三人踏上了调查五大谜题之旅。

## 相關作品

### 动画电影
| 部数   | 名称                  | 时长    | 上映日期      |
| ------ | --------------------- | ------- | ------------- |
| 第一部 | 开心超人              | 95分钟  | 2013年6月28日 |
| 第二部 | 开心超人2：启源星之战 | 90分钟  | 2014年7月18日 |
| 第三部 | 开心超人3：英雄的心   | 96分钟  | 2022年7月22日 |
| 第四部 | 开心超人4：时空营救   | 102分钟 | 2024年1月20日 |
| 第五部 | 开心超人5：逆世营救   | 99分钟  | 2025年5月1日  |

### 漫畫
- 在动画《开心宝贝》在电视台开播之前，官方已推出了《开心宝贝》的“四格漫画”，故事背景和角色与动画相同，但两者的剧情几乎没有相关。

- 《开心超人大电影连环画》是在2013年6月由人民邮电出版社出版发行的，全书共128页，用铜版纸印刷。《开心超人大电影连环画》是一本用电影抓帧剧照设计的电影连环画，故事来自《开心超人》大电影。

- 除此之外，《开心宝贝》系列也出版了相当数量的漫画，全部是根据TV版的内容抓拍而成的。

### 人偶剧
人偶剧《音乐城历险记》在2013年10月26、27两日于广州黄花岗剧院公演。

## 动画音乐
| 歌曲名称                   | 制作信息                                                                                 | 应用情况                                                                                 | 备注                                                                           |
| -------------------------- | ---------------------------------------------------------------------------------------- | ---------------------------------------------------------------------------------------- | ------------------------------------------------------------------------------ |
| 《开心往前飞》             | 作词：那育林/作曲：李喆 演唱：Vivi（正剧系列）、杨洋（电影第一部）、李薇薇（电影第二部） | 正剧第一至八季的片头曲、片尾曲 电影第一、二部的片头曲 番外《爆笑星星球》的片头曲、片尾曲 |                                                                                |
| 《开心英雄》               | 作词、作曲、演唱：邵夷贝                                                                 | 电影第一部的插曲                                                                         |                                                                                |
| 《离开地球表面》           | 作词、作曲：阿信/演唱：五月天                                                            | 电影第一部的片尾曲                                                                       | 收录自臺灣樂團五月天的演唱會現場專輯《離開地球表面 2007極限大碟》。            |
| 《我的存在》               | 作词：那育林、王桢/作曲：王桢/演唱：罗玮洛                                               | 电影第二部的插曲 正剧第十至十三季的片尾曲                                                |                                                                                |
| 《跳起来》                 | 作词：那育林/作曲：王桢/演唱：罗玮洛                                                     | 电影第二部的插曲                                                                         |                                                                                |
| 《Evil Eyes》 （惡魔之眼） | 作词、作曲、演唱：鲁士郎                                                                 | 电影第二部的片尾曲之一                                                                   |                                                                                |
| 《梦想之地》               | 作词：鲁士郎、白丽/作曲：鲁士郎/編曲：陈思同/演唱：鲁士郎                                | 电影第二部的片尾曲之一 正劇第十至十三季的片頭曲                                          | 该曲有两个版本，歌词基本相同，但亦略有差异。而两版歌曲的主要区别在于曲风不同。 |
| 《梦想之地》               | 作词：鲁士郎、白丽/作曲：鲁士郎/編曲：刘笑尘/演唱：鲁士郎                                | 正劇第九季的片尾曲                                                                       | 该曲有两个版本，歌词基本相同，但亦略有差异。而两版歌曲的主要区别在于曲风不同。 |
| 《飞越彩虹》               | 作词、作曲、演唱：鲁士郎                                                                 | 正劇第九季的片头曲                                                                       |                                                                                |
| 《神奇探世界》             | 作词：王桢/作曲：王桢/编曲：陈思同/演唱：凑诗                                            | 番外《神奇實驗室》的片头曲、片尾曲                                                       |                                                                                |
| 《謎之城》                 | 作词、作曲、编曲：李喆/演唱：化学                                                        | 番外《謎之城》的片頭曲                                                                   |                                                                                |
| 《迷一瞬間》               | 作词、编曲：那育林/作曲：王桢/Rap：王中佑/演唱：姚思婷                                   | 番外《謎之城》的片尾曲                                                                   |                                                                                |
| 《星寻》                   | 作词、作曲、编曲：李吉吉/演唱:Dr.O                                                       | 正劇第十四至十六季、第十八至二十季的片头曲                                               |                                                                                |
| 《星相守》                 | 作词、作曲、编曲：李吉吉/演唱:Dr.O                                                       | 正劇第十四至十六季、第十八至二十季的片尾曲                                               |                                                                                |
| 《绘梦者》                 | 作词、作曲、编曲：MR.C/演唱:鲁士郎                                                       | 正劇第十七季的片头曲                                                                     |                                                                                |
| 《追梦者》                 | 作词、作曲：MR.C/演唱:姚珈晴                                                             | 正劇第十七季的片尾曲                                                                     |                                                                                |

## 条目注释
1. ↑  番外不計入由截取正劇內容的《爆笑星星球》的集數。